# Gaspar Felicjan Cyrtowt
Gaspar Felicjan Cyrtowt (ur. 1 czerwca 1841 w Ojsianach, zm. 20 września 1913 w Berlinie) – duchowny katolicki, biskup pomocniczy żmudzki i tytularny biskup Castoria (1897–1910), biskup ordynariusz żmudzki (od 1910).